# Удмуртова, Оксана Павловна
Оксана Павловна Удмуртова (род. 1 февраля 1982 года в Грахово, СССР) — российская легкоатлетка, выступавшая в прыжках в длину и тройном прыжке, бронзовый призёр чемпионата Европы 2006, чемпионка России 2006, участница летних Олимпийских игр 2008 года, мастер спорта международного класса.

## Биография
Оксана Павловна Удмуртова родилась 1 февраля 1982 года в селе Грахово, Удмуртия. Её мать работала учителем физкультуры в средней школе. Оксана окончила Удмуртский государственный университет. С 1999 года в гражданском браке, муж — Марат, бывший спортсмен. В декабре 2003 года Оксана вместе с супругом переехала в Волгоград.

## Карьера
На международной арене в составе сборной России по лёгкой атлетике Оксана выступала в прыжках в длину с 2005 по 2009 год. В 2007 году на чемпионате России по лёгкой атлетике в помещении заняла 2 место в тройном прыжке с результатом 14,12 м. В 2008 году на чемпионате России по лёгкой атлетике в помещении заняла 3 место в тройном прыжке с результатом 14,43 м. В 2009 году на чемпионате России по лёгкой атлетике в помещении снялась с соревнований из-за травмы.

## Основные результаты

### Международные
| Год  | Соревнование                                  | Место проведения     | Результат | Место |
| ---- | --------------------------------------------- | -------------------- | --------- | ----- |
| 2005 | Чемпионат мира по лёгкой атлетике             | Хельсинки, Финляндия | 6,53      | 5     |
| 2006 | Чемпионат мира по лёгкой атлетике в помещении | Москва, Россия       | 6,50      | 7     |
| 2006 | Чемпионат Европы по лёгкой атлетике           | Гётеборг, Швеция     | 6,69      | 3     |
| 2008 | Летние Олимпийские игры                       | Пекин, Китай         | 6,70      | 6     |

### Национальные
| Год  | Соревнование                                    | Место проведения | Результат | Место |
| ---- | ----------------------------------------------- | ---------------- | --------- | ----- |
| 2005 | Чемпионат России по лёгкой атлетике             | Тула             | 6,85      | 2     |
| 2005 | Чемпионат России по лёгкой атлетике в помещении | Волгоград        | 6,36      | 7     |
| 2006 | Чемпионат России по лёгкой атлетике             | Тула             | 6,97      | 1     |
| 2006 | Чемпионат России по лёгкой атлетике в помещении | Москва           | 6,77      | 1     |
| 2008 | Чемпионат России по лёгкой атлетике             | Казань           | 6,73      | 2     |